# Камышовое (озеро)
Камышовое — озеро в Узункольском районе Костанайской области Казахстана. Находится в 12 км к северо-западу от села Павловка.
По данным топографической съёмки 1944 года, площадь поверхности озера составляет 2,28 км². Наибольшая длина озера — 2,3 км, наибольшая ширина — 1,3 км. Длина береговой линии составляет 6,4 км, развитие береговой линии — 1,18. Озеро расположено на высоте 170,5 м над уровнем моря.